# Sarah Smolders
Sarah Smolders (Merksem, 1988) is een in situ kunstenares die aan de hand van schilderkunst en andere interventies  de aandacht wil vestigen op de materiële en immateriële kenmerken van een fysieke ruimte. De tentoonstellingsruimte zelf is het voorwerp van haar kunst.
Zij is docente vrije kunsten aan de kunstacademie Sint Lucas in Antwerpen.
Sarah Smolders woont en werkt in Brussel.

## Opleiding
Sarah Smolders studeerde van 2006 tot 2010 aan de Koninklijke Academie voor Schone Kunsten (KASK) van Gent en behaalde in 2010 de graad van master in de schone kunsten. In 2017 werd ze geselecteerd voor een postacademische opleiding aan het Hoger Instituut voor Schone Kunsten van Gent (HISK) waar ze 2018 de titel van laureate HISK 2018 verwierf. 
Zij volgde kunstenaarsresidenties in in het Frans Masereel Centrum (2009, 2020, 2021), in CAB Fondation Brussel (2019), in Gastatelier Leo XIII in Tilburg (2011) en een tweejarige residentie van 2021 tot 2023 in de ateliers KULT XL in Elsene.
Tijdens haar masteropleiding beoefende ze de schilderkunst op een klassieke manier met canvas en lijst, weliswaar reeds met verwijzingen naar het ruimtelijk aspect. De overstap naar het werken in situ waarin de tentoonstellingsruimte zelf als kunstwerk wordt gebruikt gebeurde in 2011 naar aan leiding van haar kunstenaarsresidentie in Gastatelier Leo XIII, waar ze de lichtinval en de vloer van haar atelier als onderwerp gebruikte. Deze kunstvorm ontwikkelde zich later met toevoegingen van decoratieve interventies. Hiervoor volgde Smolders in de periode 2022-2023  een opleiding decoratieschilderen aan het Instituut Van Der Kelen - Logelain in Brussel waar ze zich specialiseerde in het schilderen van hout- en marmerimitatie en het maken van trompe-l’oeils.

## Oeuvre

#### Concept en conceptie
Het concept van Smolders bestaat uit een fysieke ruimte waarvan ze aan de hand van schilderkunst, artistieke en architecturale ingrepen de geschiedenis en de invloed van de tijd wil tonen en doen begrijpen. De fysieke en architecturale toestand van de betrokken ruimte is het uitgangspunt voor haar observatie, alles wat daarna met haar kunst in aanraking komt wordt deel van het kunstwerk. De aanpak is analytisch en bestaat uit het wegnemen en toevoegen van elementen. Ze vergelijkt een fysieke ruimte met een levende huid.
Smolders benadrukt de verbondenheid tussen de ruimte en tijd en maakt hiervoor de "herinneringen" van het gebouw zichtbaar. Dat doet ze door gebruikssporen en imperfecties onder de aandacht te brengen en door vergane elementen weer zichtbaar te maken. Sommige ingrepen zijn subtiel en nauwelijks merkbaar, andere zijn dan weer opvallend, zoals het plaatsen van imitatie marmeren ornamenten of zuilen, het aanbrengen van nieuw geschilderd imitatie behangpapier, spanbanden en schoren, decoratieve elementen zoals een bronzen sculptuur of het plaatsen van een fontein. Door het behang aan haakjes te hangen in plaats van op de muur te lijmen of vloertegels los te laten liggen wil ze op het tijdelijk karakter van een ruimte wijzen. Met kleuren, licht, schaduwen en reflecties brengt zij een vorm van dynamiek in de locatie. Haar acties gebeuren met artistieke precisie. Sarah Smolders beschikt over een diepgaande materiaalkennis, met een voorkeur voor verf in al zijn facetten, zoals acryl, olieverf, spuitbusverf en chemische mengprocedures. Zij werkt ook met andere materialen zoals brons, textiel en gips.
Naast reflectie wil Smolders ook introspectie oproepen. Hiervoor besteedt ze veel aandacht aan vensters. Ze beschouwt die als een soort doorgang tussen twee verschillende werelden met nieuwe mogelijkheden en vooruitzichten. Het zelfde geldt voor haar trompe l’oeils, die de toeschouwer er moeten aan herinneren dat er meer is dan hij denkt te zien.
Haar ruimtelijk werk bevat sleutels om haar concept toegankelijker te maken. Elke ingreep is immers een kunstwerk op zich dat tijdens het bezoek van de ruimte voor een unieke gewaarwording of ervaring moet zorgen. Met subtiele aanwijzingen wordt een vaste route uitgestippeld die geleidelijk informatie prijs geeft waardoor dit uiteindelijk moet leiden naar een totaalbeleving waarin haar schilderkunst centraal staat.

#### Herpresentatie
Na het beëindigen van elk werk worden alle ingrepen systematisch tot in het detail gedocumenteerd, waardoor ze in een volgend werk opnieuw hernomen kunnen worden. Hierdoor bevatten haar werken een vorm van continuïteit.
Een voorbeeld van deze herpresentatie is haar doorlopende reeks “Studio Floor”. Ze maakt sinds 2011 jaarlijks een kopie op ware grootte te maken van de vloer van haar atelier en bewaart die in een soort archief in het Museum M in Leuven. Dit archief biedt de mogelijkheid tot een vorm van "archeologisch" onderzoek naar de sporen van haar activiteit in haar atelier. Een ander voorbeeld is het hergebruik van de 10.000 met de hand geschilderde vloertegels die Smolders voor het project Concrete Concrete (2018) in Netwerk Aalst had ontworpen.

## Tentoonstellingen

#### Solotentoonstellingen
- 2024 A Space Begins, With Speaking. Museum M, Leuven[16][19]
- 2022 Withdrawals, LLS Paleis, Antwerpen[3]
- 2022 Un Signe, Société, Brussel
- 2022 Time, set in stone, Oostende
- 2021 Doppelgänger, the project space, Lovenjoel, Leuven
- 2021 kunstINgang #17,  CC Merksem[15]
- 2019 Notes of a housepainter, Marion de Cannière , Antwerpen[4]
- 2018 concrete/concrete, Netwerk, Aalst[14]
- 2014 Nature Morte, CIAP, Hasselt[20]
- 2013 Flowers and pigments, Salon 2060, Antwerpen[3]
- 2011 Framing the light, 2, Leo XIII, Tilburg[10]

#### Groepstentoonstellingen
Sinds 2008 wordt het werk van Sarah Smolders regelmatig opgenomen in groepstentoonstellingen zoals in Extra City, Antwerpen (2018), Vittorio Veneto (2019), Drj projects, Berlijn (2021) en Société, Brussel (2022), MHKA, Antwerpen (2019), de gouverneurswoning in Gent ((2017), The Boadicea, Londen (2010) en Croxhapox, Gent (2009).
In 2025 is ze geselecteerd als een van de 70 hedendaagse kunstenaars in de tentoonstelling "Painting after painting" in het S.M.A.K. in Gent over de recente evoluties en tendensen in de hedendaagse schilderkunst.

## Musea en collecties
- Museum M Leuven[1]